# Tennistavolo ai Giochi della XXVIII Olimpiade

## Podi

### Uomini
| Evento                      | Oro                 | Argento                        | Bronzo                              |
| Singolo maschile (dettagli) | Ryu Seung-min       | Wang Hao                       | Wang Liqin                          |
| Doppio maschile (dettagli)  | Cina Chen Qi Ma Lin | Hong Kong Ko Lai Chak Li Ching | Danimarca Michael Maze Finn Tugwell |

### Donne
| Evento                       | Oro                        | Argento                               | Bronzo                    |
| Singolo femminile (dettagli) | Zhang Yining               | Kim Hyang-Mi                          | Kim Kyung-ah              |
| Doppio femminile (dettagli)  | Cina Wang Nan Zhang Yining | Corea del Sud Lee Eun-sil Seok Eun-mi | Cina Guo Yue Niu Jianfeng |

## Medagliere
| Posizione | Paese          |   |   |   | Totale |
| --------- | -------------- | - | - | - | ------ |
| 1         | Cina           | 3 | 1 | 2 | 6      |
| 2         | Corea del Sud  | 1 | 1 | 1 | 3      |
| 3         | Corea del Nord | 0 | 1 | 0 | 1      |
| 3         | Hong Kong      | 0 | 1 | 0 | 1      |
| 5         | Danimarca      | 0 | 0 | 1 | 1      |
| Totale    | Totale         | 4 | 4 | 4 | 12     |